# كوريجليا أنتيلمينيلي
كوريجليا أنتيلمينيلي؛ هي بلدية في مقاطعة لكة في منطقة تسكانة في أيطاليا، وتقع على بعد حوالي 70 كيلومترًا (43 ميلًا) شمال غرب فلورنسا وحوالي 25 كيلومترًا (16 ميلًا) شمال لوكا.
تقع كوريجليا أنتيلمينيلي على حدود البلديات التالية: Abetone Cutigliano و Bagni di Lucca و Barga و Borgo a Mozzano و Fiumalbo و Gallicano و Pievepelago.

## المعالم السياحية الرئيسية
- كنيسة سان مارتينو
- كنيسة القديسين بطرس وبولس
- كنيسة سانتا ماريا أسونتا